# Università russa di economia Plechanov
L'Università russa di economia Plechanov (in russo Российский экономический университет им. Г. В. Плеханова?, Rossijskij ėkonomičeskij universitet im. G. V. Plechanova) è un'università pubblica con sede a Mosca, in Russia. L'Università è una delle più grandi e prestigiose istituzioni economiche russe per l'educazione universitaria di economia e commercio ed è membro di diverse organizzazioni universitarie internazionali, come l'Associazione delle università europee.
È stato il primo istituto superiore di economia e commercio nell'Impero russo; oggi rientra stabilmente nelle dieci migliori università di Mosca e ogni anno si classifica nel QS World University Rankings. 

## Storia

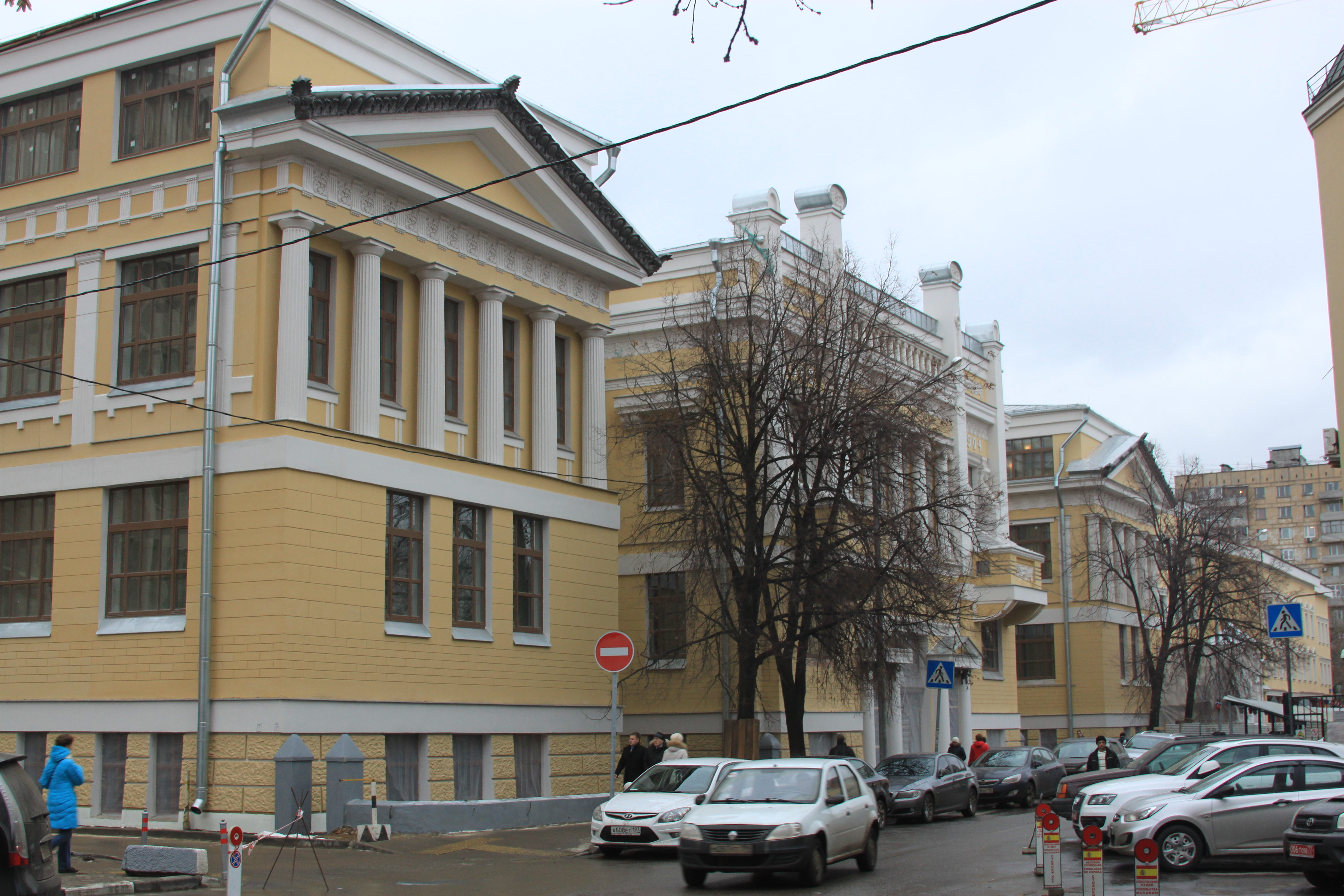
L'edificio originario, ora sede del museo

Nel 1907 fu fondato nel l'Istituto di commercio di Mosca, su iniziativa del commerciante moscovita Aleksej Semënovič Višnjakov, con fondi donati da privati: commercianti, banchieri, industriali. Era il primo istituto in Russia che preparasse gli imprenditori per i settori industriali in rapido sviluppo. Furono circa duemila gli specialisti che si formarono e si diplomarono nell'istituto prima della Rivoluzione russa. 
Nel 1919 la scuola fu ribattezzata Istituto moscovita di economia nazionale Karl Marx e nel 1924 fu dedicato allo studioso Georgij Plechanov, iniziatore del marxismo russo, prendendo il nome di Istituto moscovita di economia nazionale Plechanov. Negli anni sessanta la scuola fu riunita con l'Istituto di economia del governatorato di Mosca e divenne uno dei principali centri di istruzione scientifica dell'URSS. Durante il periodo sovietico divenne una grande università, di prestigio internazionale.
Nel 1992, caduto il comunismo, l'Istituto prese il nome di Accademia russa di economia Plechanov. Nel 2010 ottenne lo statuto di università ed assunse il nome di Università russa di economia Plechanov e vi confluirono l'"Università statale russa di economia e commercio" e l"Università statale di economia, statistica e informatica di Mosca". Negli anni 2000 l'Università ha rapporti con più di ottanta istituti in 52 paesi, con un aumento della cooperazione internazionale (come ad esempio la fondazione della Casa degli affari con l'Africa).

## Facoltà

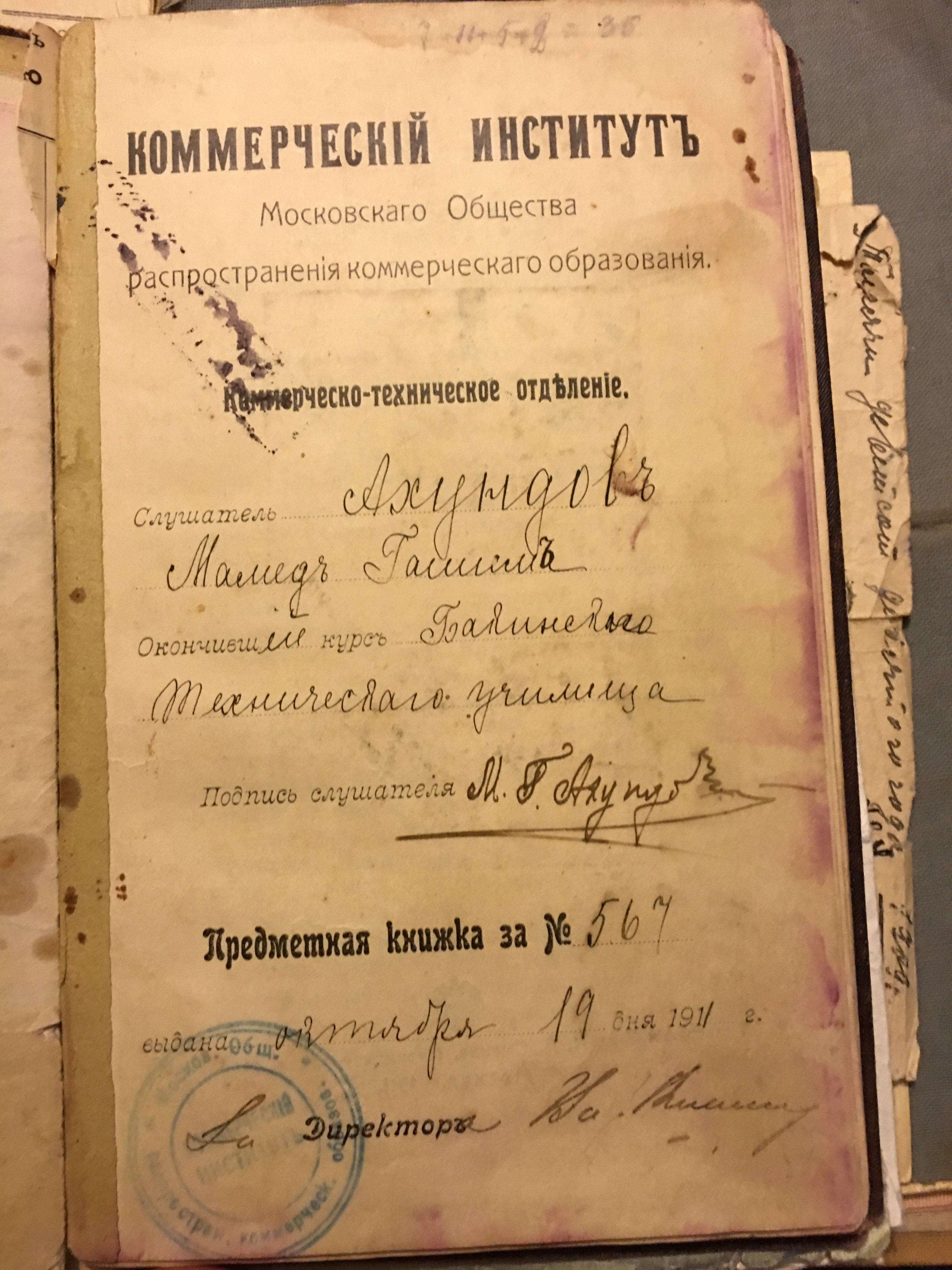
Libretto universitario del primo Novecento

L'Università offre il corso quadriennale di laurea breve, il corso biennale di laurea magistrale e quello per dottore di ricerca, in diversi campi di ricerca, nonché corsi non universitari. Alcuni corsi sono tenuti in inglese, ma la maggior parte sono in russo. Il corso di studi può essere seguito presso una delle facoltà dell'università:
- Institute of Management and Socio-Economic Projecting
- "Business School of Marketing and Entrepreneurship"
- "International Business School and Global Economics"
- "Integral Plekhanov Business School"
- Facoltà di economia alberghiera, della ristorazione, del turismo e dello sport
- Facoltà di apprendimento a distanza
- Facoltà di educazione professionale integrativa
- Facoltà di marketing
- Facoltà di economia matematica, statistica e informatica
- Facoltà di direzione d'impresa
- Facoltà di economia e diritto
- Facoltà di economia del commercio
- Facoltà di istruzioneOnline
- Facoltà di finanza

## Media
L'università ha un canale televisivo bilingue, chiamato "Plechanov TV", disponibile su ogni televisore del campus, e inoltre il giornale "Plechanovec" e la rivista "Plechanov Studio". Alcune facoltà hanno il loro giornale, per esempio "FinFAQ" è la rivista della facoltà di Finanza. Tutti sono distribuiti gratuitamente dentro l'università.